# Thomas Bardolf, 2. Baron Bardolf

Wappen des Thomas Bardolf, 2. Baron Bardolf

Thomas Bardolf, 2. Baron Bardolf (* 4. Oktober 1282 in Watton-at-Stone, Hertfordshire; † 15. Dezember 1329) war ein englischer Adliger.
Er war der ältere Sohn des Hugh Bardolf, 1. Baron Bardolf (1259–1304) aus dessen Ehe mit Isabel Aguillon (1258–1323). Beim Tod seines Vaters beerbte er diesem im September 1304 als Baron Bardolf.
Am Pfingstsonntag 1306 (22. Mai) wurde er zusammen mit dem Eduard, Prince of Wales, zum Knight of the Bath geschlagen und zugleich zum Knight Banneret erhoben.
In Schloss Grandson am Neuenburgersee heiratete er die savoyische Adlige Agnes de Grandson († 1357), eine Tochter oder Verwandte des 1. Baron Grandison. Mit ihr hatte er einen Sohn und zwei Töchter:
- John Bardolf, 3. Baron Bardolf (1312–1363);
- Cicely Bardolf († 1386), ⚭ William de Morley, 3. Baron Morley;
- Margaret Bardolf († vor 1334), ⚭ Adam de Welles, 3. Baron Welles.

Er starb am 15. Dezember 1329 und wurde im Chorherrenstift von Shelford in Nottinghamshire bestattet.